# Damiete Charles-Granville
Damiete Charles-Granville (Rivers, 1988) è una modella nigeriana, vincitrice del titolo Most Beautiful Girl in Nigeria - Universe il 5 maggio 2012 presso Best Western Hotel nel Benin.
Charles-Granville rappresenterà la Nigeria in occasione del concorso di bellezza internazionale Miss Universo 2012, sessantunesima edizione di Miss Universo, che si terrà a dicembre.
La vincitrice del titolo di Most Beautiful Girl in Nigeria e quindi rappresentante della nazione a Miss Mondo 2012 è risultata essere Isabella Agbor Ayuk.
Prima di essere incoronata Most Beautiful Girl in Nigeria - Universe, Damiete Charles-Granville aveva già accumulato alcune esperienze da modella professionista ed era stata eletta vincitrice del concorso Miss Fresh Africa 2009.